# Ria d'Aveiro
Pour les articles homonymes, voir Aveiro (homonymie).
La Ria d'Aveiro ou Delta do Vouga est une lagune qui s'étend vers l'intérieur, parallèlement a la mer, sur une distance de 45 km et une largeur maximale de 11 km. Il se trouve au nord de Mira au Portugal.

## Galerie

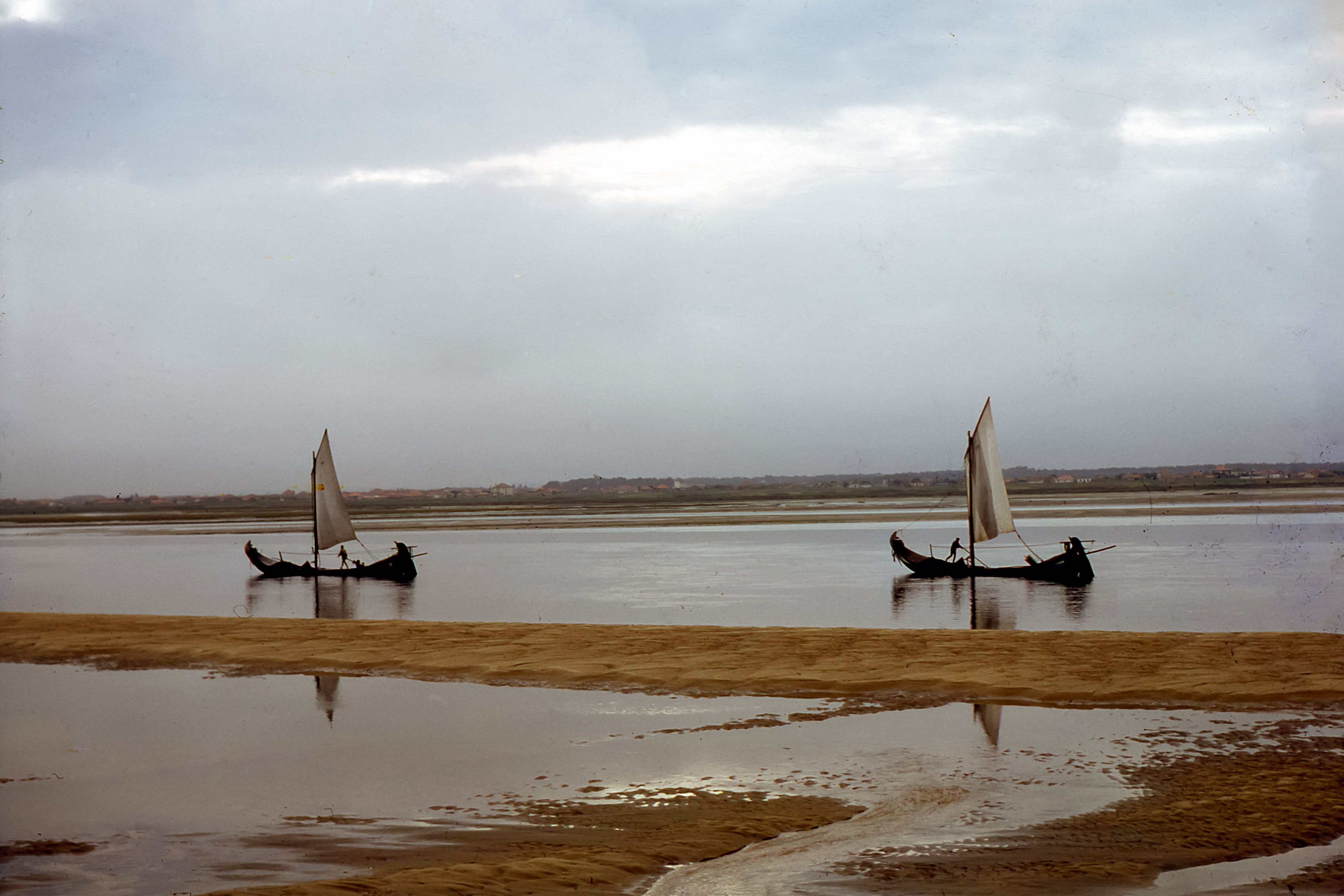
Vue de la Ria d'Aveiro.
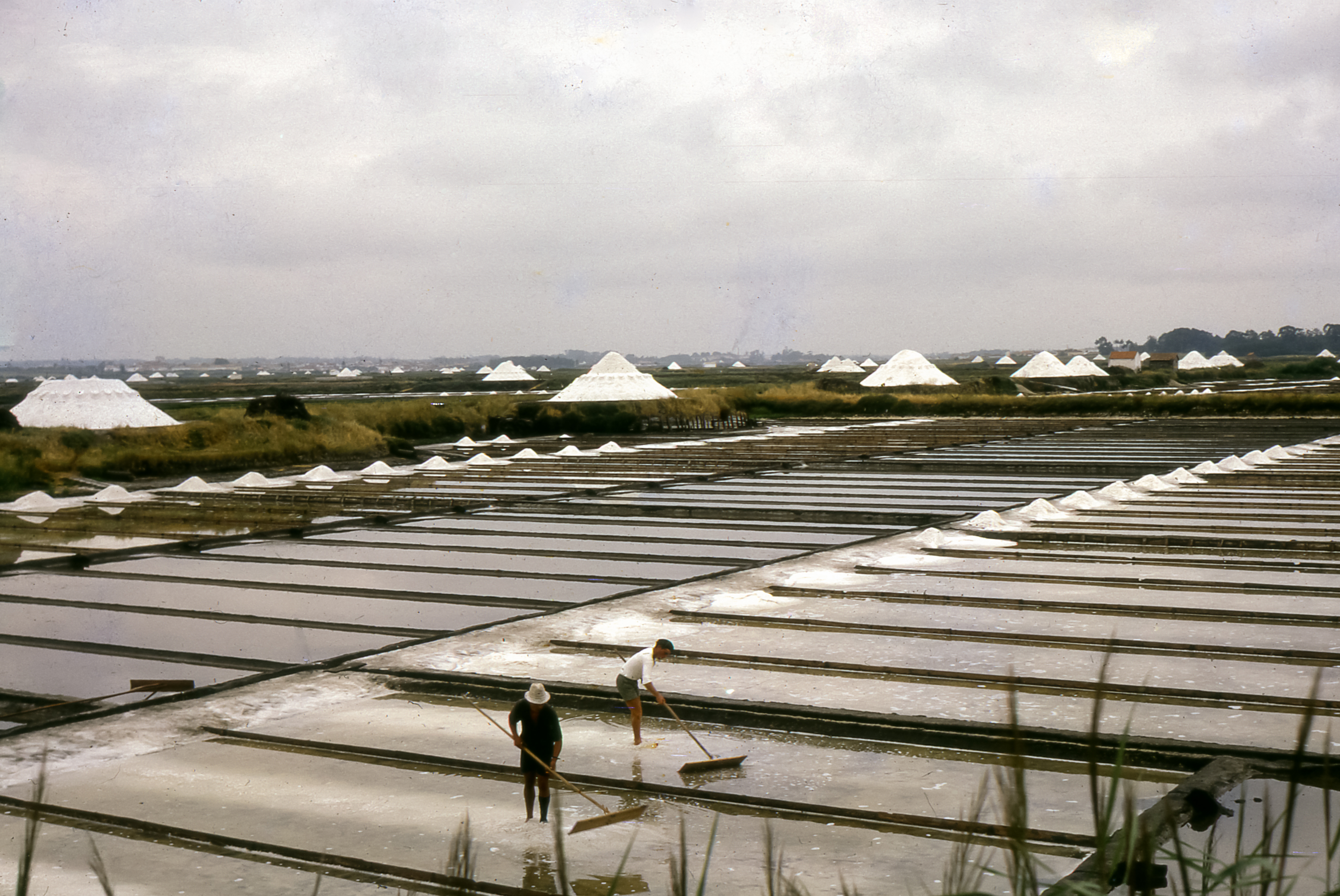
Marais salants de la Ria d'Aveiro.

La ria d'Aveiro est l'une des merveilles naturelles du Portugal, une étendue d'eau salée qui s'étend sur environ 45 kilomètres le long de la côte ouest du pays, dans la région centrale. Surnommée "la Venise du Portugal" en raison de ses canaux sinueux et de ses charmants bateaux colorés, la ria a une histoire fascinante, qui s'entrelace avec celle de la ville d'Aveiro et du développement de la région.

### Une géographie façonnée par le temps
La formation de la ria d'Aveiro remonte à plusieurs siècles, probablement au cours de l'Holocène, une période géologique qui a commencé il y a environ 11 000 ans. La ria est le résultat de l'interaction entre l'océan Atlantique et les systèmes fluviaux locaux, notamment les rivières Vouga et Antuã. La baie d'Aveiro, un ancien delta, s'est peu à peu transformée en une lagune, protégée par des bancs de sable et des dunes, tout en offrant un écosystème riche et diversifié, qui a attiré une faune et une flore variées.
Au Moyen Âge, la ria d'Aveiro était déjà bien connue des pêcheurs et des marchands, bien que la région ait été encore largement isolée en raison de l'absence de routes et de l'accès difficile à la mer. Ce n'est qu'à partir du XIIIe siècle que la ville d'Aveiro a commencé à se développer, en partie grâce à sa position stratégique près de la ria, qui offrait un port naturel.

### L'essor du commerce et de la saliculture
L'histoire de la ria est profondément marquée par la saliculture, l'industrie du sel. Dès le Moyen Âge, la production de sel dans la région a été un pilier économique. Les conditions géographiques et climatiques idéales ont favorisé l'installation de salines qui utilisaient l'eau de la ria pour la production de sel. Le sel était non seulement une denrée précieuse pour la conservation des aliments, mais il jouait également un rôle majeur dans le commerce maritime.
Le commerce du sel a prospéré entre le XIVe et le XVIIe siècle, lorsque la ria d'Aveiro est devenue l'un des principaux centres de production de sel du pays. Les salines se sont multipliées autour de la ria et ont attiré de nombreux travailleurs. Ce commerce florissant a également contribué à l'essor d'Aveiro, qui a vu sa population et son importance économique croître au fil des siècles.
Outre le sel, la ria était un centre de pêche, en particulier pour les palourdes et autres coquillages. Les marins utilisaient les canaux de la ria pour transporter les marchandises, et de petites embarcations appelées moliceiros se sont répandues, devenant emblématiques de la région. Ces bateaux colorés étaient utilisés pour récolter les algues, qui étaient ensuite séchées et utilisées comme engrais dans l'agriculture locale.

### L'influence des travaux d'ingénierie
Au XIXe siècle, la ria d'Aveiro a connu une série de transformations majeures en raison des grands travaux d'ingénierie entrepris pour améliorer l'accès à la mer et faciliter le commerce. Le fleuve Vouga, qui se jette dans la ria, a été dragué pour permettre aux bateaux de plus grande taille de naviguer jusqu'à la ville. Cependant, ces travaux ont également modifié l'écosystème fragile de la ria, provoquant une diminution des zones humides et un affaiblissement de l'importance des salines.
La construction d'un canal de navigation plus large, d'un port et l'établissement de chemins de fer ont également renforcé l'industrialisation de la région, permettant un meilleur transport des marchandises, en particulier des produits agricoles et du textile, vers les grandes villes du Portugal et l'étranger.

### La ria d'Aveiro aujourd'hui
De nos jours, la ria d'Aveiro est toujours un centre important pour la pêche, l'agriculture, et le tourisme. Bien que l'industrie du sel ait diminué, la ria conserve son rôle essentiel dans la production de coquillages et d'algues. Elle demeure un lieu privilégié pour les activités nautiques, telles que le canoë, la voile, et les promenades en moliceiros, qui sont devenus des attractions touristiques populaires.
L'écosystème de la ria est également protégé par des initiatives de conservation. La région abrite une grande variété d'espèces animales, notamment des oiseaux migrateurs comme le flamant rose et la cigogne noire, et est un site important pour l'ornithologie. Le paysage autour de la ria, avec ses marais, ses dunes et ses plages, est désormais un espace protégé, où le tourisme durable joue un rôle croissant.
La ria d'Aveiro est un témoin vivant de l'histoire et des changements qu'a traversés la région au fil des siècles. Aujourd'hui, elle continue de fasciner les visiteurs avec ses paysages pittoresques, son patrimoine historique et culturel, tout en restant un lieu dynamique où se mêlent tradition et modernité.